# Marinette Marine
Fincantieri Marinette Marine (FMM) — судостроительная фирма в Маринетте, штат Висконсин, до 2009 года была дочерней компанией Manitowoc Marine Group из Висконсина, продана Fincantieri Marine Group в 2009 году.

## История
Marinette Marine Corporation (MMC) была основана на реке Меномини в Маринетте, штат Висконсин, в 1942 году в рамках расширения американской судостроительной промышленности во время Второй мировой войны.
В 2000 году частная компания Marinette Marine была приобретена компанией Manitowoc примерно за 48 миллионов долларов. 4 августа 2008 года компания Manitowoc объявила о подписании соглашения о продаже своего подразделения Manitowoc Marine Group, в состав которого входит Marinette Marine, компании Fincantieri Marine Group Holdings, Inc. и миноритарному инвестору Lockheed Martin. Продажа была осуществлена 1 января 2009 года. Чистая цена покупки в сделке с наличными составила около 120 миллионов долларов.
С момента своего основания Marinette Marine выпустила более 1300 судов. Будучи в первую очередь производителем коммерческих судов, компания заключила ряд контрактов с военно-морскими силами США, прежде всего на вспомогательные суда. В 2004 году Marinette Marine вместе с Lockheed Martin стала частью команды  для производства одного из двух типов литоральных кораблей для ВМС США, первый корабль серии «Фридом» — USS Freedom, — был спущен на воду 23 сентября 2006 года. В 2010 году Marinette Marine подала заявку на проведение работ по соединителю «судно-берег», который заменит десантные катера на воздушной подушке (LCAC).

## Площадки
Все объекты Marinette Marine расположены на реке Меномини в Маринетте, штат Висконсин. Они включают в себя:
- 30 000 кв. м   внутреннего судостроительного пространства
- 4900 кв. м    внутреннего складского и приемного пространства
- Оборудование для спуска на воду судов до 4500 тонн
- Система передвижения судов до 1600 тонн
- Оборудование для перемещения модулей весом до 160 тонн
- 275-тонны кран
- 100-тонный кран
- 40-тонные краны

## Построенные суда
Корабли, построенные Marinette Marine (спущен на воду/передан заказчику):
- Литоральные боевые корабли типа «Фридом», ВМС США 
  - USS Freedom (LCS-1), 2006/2008
  - USS Fort Worth (LCS-3), 2010/2012
  - USS Milwaukee (LCS-5), декабрь 2013/2015
  - USS Detroit (LCS-7), октябрь 2014/2016
  - USS Little Rock (LCS-9), июль 2015/2017
  - USS Sioux City (LCS-11), 30 января 2016/2018
  - USS Wichita (LCS-13), 17 сентября 2016/2018
  - USS Billings (LCS-15), 1 июля 2017/2019
  - USS Indianapolis (LCS-17), 18 апреля 2018
  - USS St. Louis (LCS-19), 15 декабря 2018 года
  - USS Minneapolis-Saint Paul (LCS-21), 15 июня 2019 года
  - USS Cooperstown (LCS-23), в стадии строительства
  - USS Marinette (LCS-25), в стадии строительства
  - USS Nantucket (LCS-27), заказан
  - USS Beloit (LCS-29), заказан
  - USS Cleveland (LCS-31), заказан
- Тральщики типа Avenger, ВМС США 
  - USS Defender (MCM-2), 1987
  - USS Champion (MCM-4), 1989
  - USS Patriot (MCM-7), 1990
- Буксиры типа Powhatan, ВМС США 
  - USNS Powhatan (T-ATF-166), 1978
  - USNS Narragansett (T-ATF-167), 1979
  - USNS Catawba (T-ATF-168), 1979
  - USNS Navajo (T-ATF-169), 1979
  - USNS Mohawk (T-ATF-170), 1980
  - USNS Sioux (T-ATF-171), 1980
  - USNS Apache (T-ATF-172), 1981
- Буксиры типа Natick, ВМС США 
  - Manhattan (YTB-779), 1965
  - Redwing (YTB-783), 1965
  - Marinette (YTB-791), 1967
  - Wanamassa (YTB-820), 1973
  - Canonchet (YTB-823), 1973
  - Santaquin (YTB-824), 1973
  - Деканавида (YTB-831), 1974
  - Скенандоа (YTB-835), 1975
  - Покагон (YTB-836), 1975
- Патрульные корабли типа Juniper, Береговая охрана США 
  - USCGC Juniper (WLB-201), 1995
  - USCGC Willow (WLB-202), 1996
  - USCGC Kukui (WLB-203), 1997
  - USCGC Elm (WLB-204), 1997 или 1998
  - USCGC Walnut (WLB-205), 1998
  - USCGC Spar (WLB-206), 2000
  - USCGC Maple (WLB-207), 2000 или 2001
  - USCGC Aspen (WLB-208), 2001
  - USCGC Sycamore (WLB-209), 2001
  - USCGC Cypress (WLB-210), 2001
  - USCGC Oak (WLB-211), 2002
  - USCGC Hickory (WLB-212), 2002 или 2003
  - USCGC Fir (WLB-213), 2003
  - USCGC Hollyhock (WLB-214), 2003
  - USCGC Sequoia (WLB-215), 2003
  - USCGC Alder (WLB-216), 2004
- USCGC Mackinaw, 2005
- ARRV Sikuliaq, октябрь 2012
- NOAAS Reuben Lasker, июнь 2012/2013
- Паромы Статен-Айленда, департамент транспорта Нью-Йорка 
  - MV Guy V. Molinari, /2004
  - MV Senator John J. Marchi, /2005
  - MV Spirit of America, /2005
- MV Ocean Reliance (2002) и MV Coastal Reliance (2002), буксиры-толкачи для морских нефтяных барж Crowley Maritime на западном побережье.

## Внешние ссылки
- Страница MMC на корпоративном сайте
- R / V Sikuliaq Launch